# Godewaersvelde British Cemetery
Godewaersvelde British Cemetery is een Britse militaire begraafplaats uit de Eerste Wereldoorlog gelegen in de Franse gemeente Godewaarsvelde in het Noorderdepartement. De begraafplaats ligt een halve kilometer ten noordoosten van het dorpscentrum. De begraafplaats werd ontworpen door Herbert Baker en wordt onderhouden door de Commonwealth War Graves Commission. Het terrein heeft een rechthoekige vorm met aan de westelijke hoek een rechthoekige uitsprong. Aan de zuidwestelijke zijde staan de Stone of Remembrance en het Cross of Sacrifice tegenover elkaar op een verhoogd plateau. 
Er worden 991 doden herdacht waaronder 22 niet geïdentificeerde.

## Geschiedenis
Godewaarsvelde lag tijdens de oorlog in geallieerd gebied. De begraafplaats werd in juli 1917 gestart door drie veldhospitalen die naar Godewaarsvelde waren overgeplaatst. Ook tijdens het Duitse lenteoffensief van 1918 bleven Britse veldhospitalen en gevechtseenheden de begraafplaats gebruiken. In mei en juni 1918 werden er ook Fransen begraven. Na de oorlog werden vijf graven van de Royal Field Artillery, die nabij de Katsberg lagen, naar hier overgebracht. Het Frans perk werd ontruimd en de graven werden naar elders overgebracht. In 1953 werden hier nog vier oorlogsgraven uit het kerkhof van Godewaarsvelde bijgezet.
Er rusten nu 895 Britten, 5 Canadezen, 65 Australiërs, 2 Nieuw-Zeelanders, 2 Zuid-Afrikanen, 3 Indiërs en 19 Duitsers. Voor 1 Brit werd een Special Memorial opgericht omdat zijn graf niet meer teruggevonden werd.

## Graven
- Elise Kemp was een Nieuw-Zeelandse verpleegster bij de Territorial Forces Nursing Service. Zij kwam om tijdens een luchtaanval op 20 november 1917.

### Onderscheiden militairen
- George St. John Fancourt McDonald, majoor bij de Australian Heavy Artillery werd onderscheiden met de Distinguished Service Order (DSO).
- Richard le Brun Nicholson, majoor bij het Cheshire Regiment werd tweemaal onderscheiden met het Military Cross (MC and Bar).
- Kenneth Thomas Limbery, kapitein bij het Royal Army Medical Corps; Edward Cheney, luitenant bij de Australian Infantry, A.I.F.; John Neville Dennis, luitenant bij het Machine Gun Corps; Llewellyn Foster Edwards, luitenant bij het South Lancashire Regiment; John Henry Pickersgill, luitenant bij het Cheshire Regiment en Colin Gernon Palmer Campbell, luitenant bij de Royal Field Artillery werden onderscheiden met het Military Cross (MC).
- de sergeanten Alfred Callaway Larter en George Richard Quinton en de korporaals Frederick Arthur Holmes, George Mears, H. Tallon en George William Batchelor werden onderscheiden met de Distinguished Conduct Medal (DCM).
- William John Clement Solomon, soldaat bij het Royal Warwickshire Regiment werd onderscheiden met de Meritorious Service Medal (MSM).
- er zijn nog 25 militairen die de Military Medal ontvingen waarbij soldaat Edward Howard Pickard tweemaal (MM and Bar).

### Aliassen
- schutter Maurice Tairs diende onder het alias bij het London Regiment.
- geleider John Thomas Beesley diende onder het alias J.T. O'Brien bij de Royal Field Artillery.
- soldaat Herbert Granger diende onder het alias H. Jackson bij de Australian Infantry, A.I.F..